# Бенджамін Глейзер
Бенджамін Глейзер (англ. Benjamin Glazer; 7 травня 1887, Белфаст, Північна Ірландія — 18 березня 1956, Голлівуд, Каліфорнія) — американський сценарист, продюсер, шумовик і режисер ірландського походження. Отримав дві премії «Оскар», в тому числі за найкращий адаптований сценарій до фільму «Сьоме небо» у 1929 році на 1-й церемонії вручення премії.

## Біографія
Народився в Белфасті в єврейській родині з Угорщини, пізніше емігрував в Сполучені Штати і навчався в Університеті штату Пенсільванія, який закінчив у 1906 році. Виступив одним із засновників Академії кінематографічних мистецтв і наук. Був продюсером мюзиклів з участю Бінга Кросбі на студії Paramount Studios. Він також писав сценарії для театру, включаючи адаптацію п'єси Ференца Мольнара «Ліліом» («Liliom», 1909), яка лягла в основу бродвейського мюзиклу «Карусель» (1945).